# Хесин, Борис Аронович
Борис Аронович Хесин (род. 5 сентября 1964) — канадский математик. Кандидат физико-математических наук (1989).

## Биография
После окончания Московского государственного университета в 1986 году учился в аспирантуре под руководством В. И. Арнольда. Диссертацию кандидата физико-математических наук по теме «Нормальные формы и версальные деформации эволюционных дифференциальных уравнений» защитил в 1989 году. С 1990 года — в США, работал в Калифорнийском университете в Беркли (1990—1992), затем в Йельском университете (1992—1996). В 1996—1997 и 2012 годах — в Институте перспективных исследований в Принстоне.
С 1996 года — доцент, с 2002 года — профессор Торонтского университета. В 1998 году награждён премией Андре Айзенштадта.
Научные интересы в сфере гидродинамики, математической физики, теории бесконечномерных групп.

## Монографии
- Vladimir Arnold, Boris Khesin. Topological methods in hydrodynamics. Springer Verlag, 1998, second extended edition: Springer-Nature, 2021.
- Boris Khesin, Robert Wendt. The geometry of infinite-dimensional groups. Springer Verlag, 2009.
- Boris A. Khesin, Serge L. Tabachnikov (editors). Arnold: Swimming Against the Tide. American Mathematical Society, 2014.

## Переводы на русский язык
- В. И. Арнольд, Б. А. Хесин. Топологические методы в гидродинамике. М.: МЦНМО, 2007, второе расширенное издание: М.: МЦНМО, 2020.
- Р. Вендт, Б. Хесин. Геометрия бесконечномерных групп. М.: МЦНМО, 2014.